# Arase

Arase coulée en béton au-dessus du mur.

Ne doit pas être confondu avec Arasse.
L'arase est le niveau supérieur d'un ouvrage de maçonnerie, généralement mis bien à plat, qui sert de base pour la suite de la construction : 
- arase de la fondation sur laquelle commence le mur ;
- dans des murs en limousinerie ou en pierres sèches, arases intermédiaires, qui correspondent à des « journées » de travail (si le liant est la chaux, il a le temps de faire sa prise pendant la nuit) ;
- dernière assise de niveau d'un mur ou d'une partie de mur dressé de façon à supporter d'autres matériaux ;
- arase du sommet du mur sur lequel prend appui la charpente ;
- moellons plus ou moins épais qu'on place dans les inégalités d'un cours d'assises ou d'un mur en moellons pour dresser et rendre la surface du dessus de niveau[1] ;
- rang de petits moellons que l'on maçonne avant de poser des dalles, un seuil ou une marche et qui tient lieu de massif. On dit aussi qu'araser une aire, c'est la dresser (l'aplanir)[1] ;
- surface supérieure d'un cours d'assises de pierres ou de moellons mis de niveau dans la longueur[1] ;
- arasement : surface supérieure d'un cours d'assises de pierres ou de moellons mis de niveau dans la longueur[1] ;
- araser : mettre à même hauteur et de niveau les têtes de claveaux ou voussoirs un cours d'assises ou un rang de moellons, soit pour poser une plinthe ou un entablement en pierres, soit pour poser les planchers, le comble (la charpente), soit enfin lorsqu'on cesse les travaux à cause des gelées[1].